# Авангард (футбольный клуб, Жидачов)
«Авангард» — украинский любительский футбольный клуб, который представляет город Жидачов Львовской области. С 1992 по 1995 годы выступал в низших дивизионах чемпионата Украины.

## Прежние названия
- Бумажник
- —2005: Авангард
- 2006—2010: Жидачов
- 2011—н. в.: Авангард

## История

### Футбол в Жидачове
Первые упоминания в прессе про футбол в Жидачове датируются началом тридцатых годов XX века. В этот период в городе существовали две команды — украинская «Хортица» и польский «Стшелец». Украинцы принимали участие в первенстве Украинского Спортивного Союза, где соперничали с командами Рогатина, Журавно, Львова, Перемышля, Стрыя, Николаева. Наивысшее достижение — 4 место среди более 20 команд в 1933 году.

### Авангард
В начале пятидесятых годов XX века была осномана футбольная команда при целлюлозно-бумажном комбинате. Коллектив сначала выступал под названием «Бумажник», а затем стал «Авангардом». В 1987 году жидачовцы стали чемпионами области, завоевали Кубок Львовщины, Кубок «Спортивной газеты», Суперкубок и Кубок среди производственных команд Украины и Болгарии. В 1989 и 1997 годах футболисты «Авангарда» вновь привозили в город областной Кубок, а также становились финалистами этого турнира в 2001 году.
В сезоне 1992/93 гг клуб стартовал в переходной лиге чемпионата Украины. Всего среди профессиональных команд «Авангард» провёл четыре сезона. В 2005 году был расформирован.

### Возрождение
10 сентября 2006 года с целью возрождения и обеспечения развития футбола в Жидачове был создан ФК «Жидачов». В 2011 году команда вернула себе историческое название «Авангард».

## Все сезоны в чемпионатах Украины
| Сезон   | Чемпионат       | Чемпионат | Чемпионат | Чемпионат | Чемпионат | Чемпионат | Чемпионат | Чемпионат | Кубок        | Кубок | Кубок | Кубок | Кубок | Кубок | Кубок | Примечание                                                      |
| Сезон   | Лига            | Место     | И         | В         | Н         | П         | М         | О         | Этап         | И     | В     | Н     | П     | М     | О     | Примечание                                                      |
| ------- | --------------- | --------- | --------- | --------- | --------- | --------- | --------- | --------- | ------------ | ----- | ----- | ----- | ----- | ----- | ----- | --------------------------------------------------------------- |
| 1992/93 | Переходная      | 8 из 18   | 34        | 13        | 10        | 11        | 41−32     | 36        | -            | -     | -     | -     | -     | -     | -     | «Авангард»                                                      |
| 1993/94 | Третья          | 10 из 18  | 34        | 12        | 9         | 13        | 38−44     | 33        | -            | -     | -     | -     | -     | -     | -     | «Авангард»                                                      |
| 1994/95 | Третья          | 16 из 22  | 42        | 14        | 9         | 19        | 42−65     | 51        | 1/128 финала | 1     | 0     | 0     | 1     | 0−2   | 0     | «Авангард»                                                      |
| 1995/96 | Вторая Группа А | 11 из 22  | 40        | 18        | 8         | 14        | 44-44     | 62        | 1/128 финала | 1     | 0     | 0     | 1     | 0−2   | 0     | «Авангард», снялся с чемпионата перед началом следующего сезона |
| Всего   | Переходная      | 1 сезон   | 34        | 13        | 10        | 11        | 41—32     | 36        | >2 сезона    | 2     | 0     | 0     | 2     | 0—4   | 0     |                                                                 |
| Всего   | Третья          | 1 сезон   | 76        | 26        | 18        | 32        | 80—109    | 84        |              |       |       |       |       |       |       |                                                                 |
| Всего   | Вторая          | 1 сезон   | 40        | 18        | 8         | 14        | 44—44     | 44        |              |       |       |       |       |       |       |                                                                 |

## Достижения
- Чемпионат Львовской области:
  - Победитель (1): 1987
  - Бронзовый призёр (1): 1991
- Кубок Львовской области:
  - Обладатель (3): 1987, 1989, 1997
  - Финалист (1): 2001